# Wédo
Wédo, également orthographié Wedo ou Ouédo ou Ouedo, est une localité située dans le département de Boulsa de la province du Namentenga dans la région Centre-Nord au Burkina Faso. 

## Éducation et santé
Le centre de soins le plus proche de Wédo est le centre médical avec antenne chirurgicale (CMA) de la province à Boulsa.
Wédo possède une école primaire publique.